# Michel Regnaud de Saint-Jean d'Angély
Pour les articles homonymes, voir Regnauld, Saint-Jean d'Angély et Angély.
Michel Regnaud de Saint-Jean d'Angély, né à Saint-Fargeau le 3 novembre 1760 et mort à Paris le 11 mars 1819, est un homme politique, avocat et journaliste, député aux États généraux, conseiller et ministre d'État sous l'Empire, comte d'Empire, membre de l'Académie française.
Sa famille maternelle possédait des biens à Saint-Jean-d'Angély. Il est le père du maréchal Auguste Regnaud de Saint-Jean d'Angély.

## Biographie

### Famille et formation
Michel Regnaud naît le 3 novembre 1760 à Saint-Fargeau et est baptisé sous les prénoms de Michel, Louis et Étienne. Il est le fils de Claude Étienne Regnaud, avocat, bailli de Saint-Fargeau, et de Marie Allenet, sa femme. Il a pour parrain Michel-Étienne Le Peletier de Saint-Fargeau et pour marraine son épouse, Suzanne-Louise Le Peletier de Beaupré.
Il profite un temps de l'enseignement délivré par le précepteur des enfants de ses parrain et marraine. Le futur député et ministre de Napoléon quitte encore enfant son Orléanais natal, et s'en va vivre en Saintonge avec ses parents, à Saint-Jean-d'Angély, une ville dont sa mère est originaire et où sa famille jouit d'une certaine influence. En 1771, il est envoyé à Paris et intègre le collège du Plessis-Sorbonne avec Louis-Michel Le Peletier de Saint-Fargeau. Il est obligé d'arrêter ses études et de s'engager comme lieutenant de la prévôté de la marine à Rochefort, car son père, devenu aveugle, ne peut plus assurer la vie de la famille.
Voulant devenir avocat, Regnaud se rend périodiquement à Paris, et il parvient finalement à passer ses examens à Poitiers. En 1784, il est reçu conseiller-avocat du roi en la sénéchaussée de Saintonge. Il ouvre un cabinet d'avocat à Rochefort et se pose aussitôt en défenseur des faibles et des opprimés : le succès est immédiat.
Le décès de son père le rappelle à Saint-Jean-d'Angély. Là, il participe à la rédaction des cahiers de doléances du tiers état de la province de Saintonge, qui l'élit aux États généraux de 1789.

### Sous la Révolution
Député du tiers état pour Saint-Jean-d'Angély, il ajoute Saint-Jean d'Angély à son nom pour se démarquer de plusieurs homonymes, dont un procureur au parlement de Paris, et il siège dans le groupe des « conciliateurs » qui s'efforcent d'accorder les idées nouvelles avec celles de la monarchie. Il crée le Journal de Versailles dont il est le principal rédacteur en 1789 puis, en 1791, il collabore à divers journaux dont le Journal de Paris où il se lie d'amitié avec André Chénier, et l'Ami des patriotes, journal subventionné par la liste civile.
Admirateur de Necker, ami de sa fille Madame de Staël, il appartient à la mouvance libérale de 1789. Se démarquant des orléanistes regroupés autour de Madame de Genlis, il rejoint le parti Feuillant. C'est lui qui, en 1791, sur la proposition du marquis de Villette, fait voter le transfert en grande pompe des restes de Voltaire au Panthéon, événement qui donne lieu à un fastueux cérémonial. Il se fait remarquer dans les clubs, aux jacobins puis aux Feuillants avec Lameth, Desmeuniers et quelques autres. À la fin de la Constituante, il reprend son métier d'avocat et devient avec son ami Malouet, un des agents secrets de la cour, en concertation avec les derniers ministres de Louis XVI, Montmorin, Valdec de Lessart et autres dispensateurs des fonds de la liste civile.

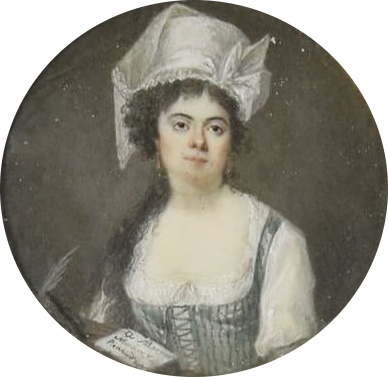
Portrait de Marie-Louise-Augustine Chénié, mère de son fils Auguste

Après la journée du 10 août 1792, son nom est compris dans une liste de proscritption et il doit se cacher. En octobre 1792, il reparaît et rejoint le groupe de royalistes décidés — comme le poète André Chénier avec lequel il se lie — à peser sur la décision de certains conventionnels dans le procès du roi. Enrôlé sous un nom d'emprunt dans l'armée du Nord, il est reconnu et arrêté mais réussit à s'enfuir. En septembre 1793, alors que la situation politique se durcit, que la loi des suspects est votée, il se cache sous une fausse identité (« Des Richards »), rue du Bac, où des amis viennent le ravitailler. Il manque plusieurs fois de se faire arrêter mais parvient de justesse à passer le cap de thermidor. Il trouve un asile chez les parents d'une jeune actrice, Marie-Louise-Augustine Chénié, dont il a un fils, Auguste Regnaud de Saint-Jean d'Angély, futur maréchal de France. La mère meurt en couches et Regnaud recueille l'enfant qu'il reconnaît et élève.
Il épouse peu après, en août 1795, Laure Guesnon de Bonneuil, immortalisée par le pinceau de François Gérard et connue par son salon politique, artistique et littéraire de 1796 à 1817. Sa mère, Madame de Bonneuil, très belle femme, modèle de Roslin et de Vigée-Lebrun, une des « berceuses » du banquier Nicolas Beaujon, avait été l'égérie du poète André Chénier. Arrêtée pour activisme royaliste sous la Terreur, elle venait de réchapper à la guillotine contrairement à sa sœur et son beau-frère d'Eprémesnil. Ruinée à sa sortie de prison, elle s'improvise agent de liaison et de renseignement pour le compte de Cazalès, agent du comte de Provence en Espagne et en Angleterre, puis de Talleyrand, qui sont ses amis. Madame de Bonneuil procure à son gendre Regnaud des ouvertures dans les milieux de la haute émigration royaliste.

### Sous le Directoire
Nommé administrateur des hôpitaux de l'armée d'Italie, il y fait la connaissance de Bonaparte et lie son destin au futur empereur. En Italie, il est le corédacteur avec Napoléon Bonaparte du journal la France vue de l'armée d'Italie.
Regnaud suit Bonaparte en Italie en 1796 puis en Égypte, restant à Malte du 13 juin au 9 novembre 1798 comme commissaire du gouvernement français. Devenu conseiller d'État, section de l'intérieur, après le 18 brumaire dont il contribue au succès, il a un rôle d'éminence grise ou de conseiller occulte : Napoléon avait reconnu ses qualités de juriste, sa culture politique et historique et sa facilité à rédiger des discours.

### Sous le Consulat et l'Empire
Il s'occupe durant toute la période napoléonienne des relations du gouvernement avec le Sénat conservateur, se charge des affaires privées de la famille impériale : il est un des artisans du divorce avec Joséphine. À l'origine de nombreuses lois concoctées au Conseil d'État et qui sont entrées en vigueur par la suite, il participe activement à la préparation des codes napoléoniens. 
Il est chargé de justifier auprès du Sénat conservateur les levées de conscrits de 1806 à 1813. En échange de ses services, Napoléon le fait comte de l'Empire par lettres patentes du 24 avril 1808 et assure sa fortune. Entré à l'Académie française au fauteuil 8 en 1803, le comte Regnaud en est exclu en 1816.
Ayant accepté un portefeuille de ministre pendant les Cent-Jours, il est proscrit au retour des Bourbon et, frappé d'exil, il vit un an aux États-Unis. Gracié par l'ordonnance générale de 1819, il meurt la nuit même de son retour à Paris.
De 1810 à 1815, Regnaud est le président de la commission de la vente de la Description de l'Égypte.
Il est inhumé au cimetière du Père-Lachaise (11e division).

## Titre
- 1er Comte de Regnaud et de l'Empire (Bayonne, 24 avril 1808)[3].

## Distinctions
Empire français
- Légion d'honneur[4] :
  - Légionnaire (9 vendémiaire an XII) ;
  - Grand officier (25 prairial an XII) ;
  - Grand aigle de la Légion d'honneur (24 novembre 1813).

 Royaume de Wurtemberg
- Chevalier de l'ordre de l'Aigle d'or.

 Empire d'Autriche
- Chevalier de l'ordre de Saint-Léopold.

 Empire russe
- Chevalier de l’Ordre de Saint-André.

## Armoiries
| Figure | Blasonnement |
|        | Armes du comte Regnaud et de l'Empire D'azur chargé en abîme d'un coq d'argent ayant la patte droite posée sur un 4 de sable, surmonté en chef d'une étoile d'argent ; bordure componée d'or et de sable de seize pièces, ; au canton des Comtes Ministres brochant,. - Livrées : fond bleu, galons : orangé, bleu de ciel & blanc. |

## Sources
- Olivier Blanc, L’Éminence grise de Napoléon, Regnaud de Saint-Jean d'Angély, Paris, Pygmalion, 2003 (bibliographie, annexes, généalogie, index, cahier de 8 pages d'illustration), 331 p.,  (ISBN 978-2-85704-782-7) ;
- Olivier Blanc, Madame de Bonneuil, femme galante et agent secret (1748-1829), Paris, Robert Laffont, 1987, 285 p.,  (ISBN 978-2-22104-595-4) ;
- Laure Junot d'Abrantès, Histoire des salons de Paris : tableaux et portraits du grand monde sous Louis XVI, le Directoire, le Consulat et l’Empire, la Restauration et le règne de Louis-Philippe Ier, t. 5, Salon de madame Regnault de Saint-Jean-d’Angély, Paris, Ladvocat, 1837-1838. 6 vol. sur Gallica, p. 355 et suiv.
- Jules Michelet, Révolution française ;
- « Michel Regnaud de Saint-Jean d'Angély », dans Adolphe Robert et Gaston Cougny, Dictionnaire des parlementaires français, Edgar Bourloton, 1889-1891 [détail de l’édition]
- Jean Verzat, Le Comte Regnaud de Saint-Jean-d’Angély (1760-1819), Saint-Jean-d'Angély, J.-M. Bordessoules, 2000, 47 p.,  (ISBN 978-2-91347-124-5).